# Gare de Pernes - Camblain
La gare de Pernes - Camblain est une gare ferroviaire française de la ligne de Fives à Abbeville, située sur le territoire de la commune de Camblain-Châtelain, à proximité de Pernes, dans le département du Pas-de-Calais, en région Hauts-de-France. 
C'est une halte voyageurs de la Société nationale des chemins de fer français (SNCF), desservie par des trains TER Hauts-de-France.

## Situation ferroviaire
Établie à 81 mètres d'altitude, la gare de Pernes - Camblain est située au point kilométrique (PK) 58,193 de la ligne de Fives à Abbeville, entre les gares ouvertes de Calonne-Ricouart et de Saint-Pol-sur-Ternoise.

## Service des voyageurs

### Accueil
Halte SNCF, c'est un point d'arrêt non géré (PANG) à accès libre.

### Desserte
Pernes - Camblain est desservie par des trains TER Hauts-de-France qui effectuent des missions entre les gares de Lille-Flandres, ou de Béthune et de Saint-Pol-sur-Ternoise, ou de Boulogne-Ville.

### Intermodalité
Un parking pour les véhicules y est aménagé.